# Merops
Merops es un género de aves coraciformes perteneciente a la familia Meropidae, cuyos miembros reciben el nombre común de abejarucos. Son aves insectívoras que habitan en Viejo Mundo y Australasia.

## Especies
Contiene las siguientes especies:
- Merops pusillus - abejaruco chico;
- Merops persicus - abejaruco persa;
- Merops orientalis - abejaruco esmeralda;
- Merops albicollis - abejaruco gorgiblanco;
- Merops hirundineus - abejaruco golondrina;
- Merops philippinus - abejaruco coliazul;
- Merops gularis - abejaruco negro;
- Merops muelleri - abejaruco cabeciazul;
- Merops bulocki - abejaruco gorgirrojo;
- Merops bullockoides - abejaruco frentiblanco;
- Merops variegatus - abejaruco pechiazul;
- Merops oreobates - abejaruco montano;
- Merops breweri - abejaruco cabecinegro;
- Merops revoilii - abejaruco somalí;
- Merops boehmi - abejaruco de Boehm;
- Merops viridis - abejaruco gorgiazul;
- Merops superciliosus - abejaruco malgache;
- Merops ornatus - abejaruco australiano;
- Merops apiaster - abejaruco europeo o común;
- Merops leschenaulti - abejaruco cabecirrufo;
- Merops malimbicus - abejaruco de Malimba;
- Merops nubicus - abejaruco carmesí norteño;
- Merops nubicoides - abejaruco carmesí sureño.